# معركة النغلين
معركة النغلين (بالإنجليزية: Battle of the Bastards)‏ هي الحلقة التاسعة من الموسم السادس من سلسلة صراع العروش، والحلقة رقم 59 عموما. وقد كتب الحلقة دي. بي. وايس وديفيد بينيوف وأخرجها ميغل سابوجنيك.
حققت الحلقة في الولايات المتحدة نسبة مشاهدة بلغت 7.66 مليون في البث الأولي.
معركة النغلين تلقت اشادة على نطاق واسع من النقاد واصفين إياها بأنها واحدة من أفضل الحلقات في السلسلة، أحد النقاد مدح الحلقة واصفا إياها بأنها «تحفة». ووصف بعض النقاد المعركة الكبيرة التي حدثت في الشمال بأنها «مرعبة، مبهرة ومبهجة».
من نقاط القوة في الحلقة جمع شمل دنيرس تارجارين مع تنانينها في بداية الحلقة حيث وصف النقاد تلك المشاهد بأنها «مشوقة ومثيرة».
فازت هذه الحلقة بعدة جوائز في حفل توزيع جوائز الإيمي ال68، بما في ذلك جائزة الإخراج المتميز والكتابة المتميزة، وقد كانت هذه الحلقة أيضا هي اختيار كيت هارينغتون لدعم ترشيحه لجائزة أفضل ممثل مساعد.

## الصعوبات
تم تصوير المعركة التي تم تسمية الحلقة نسبة إليها في وقت قارب 25 يوما، وقد تطلب إخراجها مايقارب من 500 كومبارس و 600 من أفراد طاقم العمل وعدد من الخيول بلغ 70 حصانا.

## ملخص الحلقة
تجتَمِع (دنيرس) في ميرين مع الأسياد للتفاوض معهم على شروط استسلامِهم ولكنّهم يرفضون، فتركَبُ تنّينها ويتحرّر التنّينين الآخرين من قيودهم وتقوم بقيادتهم لحرق أسطول النخاسين؛ ويقوم (غراي وارم) بقتل نخاسَين اثنين والإبقاء على الثالث ليروي لقومِه ما حدث. وبعد انتهاء المعركة، تلتقي (دنيرس) بـ (يارا) و (ثيون) ويتّفقون على التحالُف. وفي ويستروس في الشمال، يستعدّ آل (ستارك) وآل (بولتون) للمعركة، حيثُ يلتقي النَغلان قبل يوم المعركة ويُحاول (رامزي) استفزاز (جون). وفي صباح اليوم التالي، تبدأ المواجهة. يُطلِق (رامزي) سراح (ريكون) ويخبِره أن يذهب راكضاً إلى جيش (ستارك)، ثُمّ يقوم بإطلاق السِهامِ نحوه، يُحاوِل (جون) إنقاذه ولكن أحد السهام يُصيبه ويموت من فورِه. يُحاصَر جيش (ستارك) ويكونون على وشكِ خسارَة المعركة لولا قدوم فرسان الوادي بقيادَة اللورد (باليش)، فينسحب (رامزي) بجيشِه إلى وينترفيل، ويستطيع جيش (جون) اختراق أسوار المدينة بمساعدة العملاق (وون وون) الذي يُقتَل على يد (رامزي) بعد هذا. يستطيع (جون) في النهاية إمساك (رامزي) ووضعه في إحدى الزنزانات، وتُرفَع راية آل (ستارك) في وينترفيل من جديد. ولاحِقاً من ذات اليوم، تنزِل (سانسا) لزنزانة (رامزي) وتُحضِر له كِلابَه التي لم يُطعمها منذ أيّام. في النهاية، يُقتَل (رامزي) من قِبَل كلابِه.

## نسب المشاهدة
| الموسم | الموسم | رقم الحلقة | رقم الحلقة | رقم الحلقة | رقم الحلقة | رقم الحلقة | رقم الحلقة | رقم الحلقة | رقم الحلقة | رقم الحلقة | رقم الحلقة | المتوسط |
| الموسم | الموسم | 1          | 2          | 3          | 4          | 5          | 6          | 7          | 8          | 9          | 10         | المتوسط |
| ------ | ------ | ---------- | ---------- | ---------- | ---------- | ---------- | ---------- | ---------- | ---------- | ---------- | ---------- | ------- |
|        | 1      | 2.22       | 2.20       | 2.44       | 2.45       | 2.58       | 2.44       | 2.40       | 2.72       | 2.66       | 3.04       | 2.52    |
|        | 2      | 3.86       | 3.76       | 3.77       | 3.65       | 3.90       | 3.88       | 3.69       | 3.86       | 3.38       | 4.20       | 3.80    |
|        | 3      | 4.37       | 4.27       | 4.72       | 4.87       | 5.35       | 5.50       | 4.84       | 5.13       | 5.22       | 5.39       | 4.97    |
|        | 4      | 6.64       | 6.31       | 6.59       | 6.95       | 7.16       | 6.40       | 7.20       | 7.17       | 6.95       | 7.09       | 6.84    |
|        | 5      | 8.00       | 6.81       | 6.71       | 6.82       | 6.56       | 6.24       | 5.40       | 7.01       | 7.14       | 8.11       | 6.88    |
|        | 6      | 7.94       | 7.29       | 7.28       | 7.82       | 7.89       | 6.71       | 7.80       | 7.60       | 7.66       | 8.89       | 7.69    |
|        | 7      | 10.11      | 9.27       | 9.25       | 10.17      | 10.72      | 10.24      | 12.07      | غ/م        | غ/م        | غ/م        | 10.26   |
|        | 8      | 11.76      | 10.29      | 12.02      | 11.80      | 12.48      | 13.61      | غ/م        | غ/م        | غ/م        | غ/م        | 11.99   |

## روابط خارجية
- معركة النغلين على موقع IMDb (الإنجليزية)
- معركة النغلين على موقع ميتاكريتيك (الإنجليزية)
- معركة النغلين على موقع روتن توميتوز (الإنجليزية)
- معركة النغلين على موقع أول موفي (الإنجليزية)